# Lwowskie Towarzystwo Fotograficzne
Lwowskie Towarzystwo Fotograficzne – stowarzyszenie fotograficzne, istniejące w latach 1903–1939, utworzone na bazie Klubu Miłośników Sztuki Fotograficznej we Lwowie (1891–1903).

## Historia
Klub Miłośników Sztuki Fotograficznej we Lwowie utworzono 27 marca 1891 roku (utworzenie stowarzyszenia zainicjowano podczas spotkania w pracowni rzeźbiarskiej Tadeusza Borącza). Członkami założycielami KMSF byli m.in. Tadeusz Borącz, Karol Stromenger, Teodor Szajnok. Pierwszym prezesem Zarządu lwowskiego KMSF został Karol Stromenger, kierownikiem pracowni klubowej – Henryk Drdacki. W dniu 2 kwietnia 1903 roku (po wcześniejszym dokonanki zmian statutowych) przemianowano Klub Miłośników Sztuki Fotograficznej we Lwowie w Lwowskie Towarzystwo Fotograficzne. Pierwszym prezesem Zarządu LTF został Henryk Mikolasch.

## Działalność
Podstawowym statutowym celem działalności zarówno Klubu Miłośników Sztuki Fotograficznej we Lwowie jak i Lwowskiego Towarzystwa Fotograficznego była organizacja wystaw fotograficznych – członkowskich oraz powszechnych (ogólnopolskich) takich jak m.in. Powszechna Wystawa Krajowa, zorganizowana przez KMSF – w 1894 roku oraz Doroczna Wystawa Fotograficzna, zorganizowana przez LTF – w 1903 roku. KMSF i LTF organizowały konkursy fotograficzne dla członków, pokłosiem czego była wspólna ocena prac i wymiana doświadczeń. Lwowskie Towarzystwo Fotograficzne ściśle współpracowało z utworzonym w 1902 roku Towarzystwem Fotografów Amatorów w Krakowie. Współpraca polegała przede wszystkim na wymianie wystaw fotograficznych. 
W latach 1895–1898 lwowski Klub Miłośników Sztuki Fotograficznej dysponował własnym czasopismem – Przeglądem Fotograficznym, miesięcznikiem wydawanym i redagowanym przez Stanisława Lachowskiego – wieloletniego członka Zarządu KMSF we Lwowie. W 1898 Stanisław Lachowski (wspólnie z Ferdynandem Włoszyńskim) był wydawcą i redaktorem Kroniki Fotograficznej – kolejnego czasopisma, organu Klubu Miłośników Sztuki Fotograficznej we Lwowie. W latach 1903–1905 ukazywały się Wiadomości Fotograficzne – dwutygodnik, organ Lwowskiego Towarzystwa Fotograficznego – wydawany i redagowany przez Wiktora Wołczyńskiego. W latach 1907–1911 oraz ponownie w latach 1924–1931 agendą Lwowskiego Towarzystwa Fotograficznego był Miesięcznik Fotograficzny, wydawany przez Władysława Borzemskiego i redagowany przez Romana Brzezinskiego oraz Józefa Świtkowskiego. W latach 1932–1933 LTF było współwydawcą miesięcznika Kamera Polska, również pod redakcją Józefa Świtkowskiego. Agendą Lwowskiego Towarzystwa Fotograficznego był również Przegląd Fotograficzny, ukazujący się w latach 1935–1939. 
Lwowskie Towarzystwo Fotograficzne w 1929 roku było współinicjatorem utworzenia Polskiego Towarzystwa Fotograficznego. Lwowskie Towarzystwo Fotograficzne funkcjonowało do 1939 roku (z dziesiącioletnią przerwą w latach 1914–1924).

## Pierwszy Zarząd Klubu Miłośników Sztuki Fotograficznej we Lwowie
- Karol Stromenger (prezes Zarządu)
- Teodor Szajnok (wiceprezes Zarządu)
- Henryk Drdacki (członek Zarządu)

Źródło

## Pierwszy Zarząd Lwowskiego Towarzystwa Fotograficznego
- Henryk Mikolasch (prezes Zarządu)
- Ferdynand Włoszyński (wiceprezes Zarządu)
- Józef Świtkowski (sekretarz)
- Wiktor Wołczyński (członek Zarządu)
- Rudolf Huber (skarbnik)
- Norbert Lilien (bibliotekarz)

Źródło